# Rätische Sprache

Sprachgebiete im Italien des 6. Jahrhunderts v. Chr.

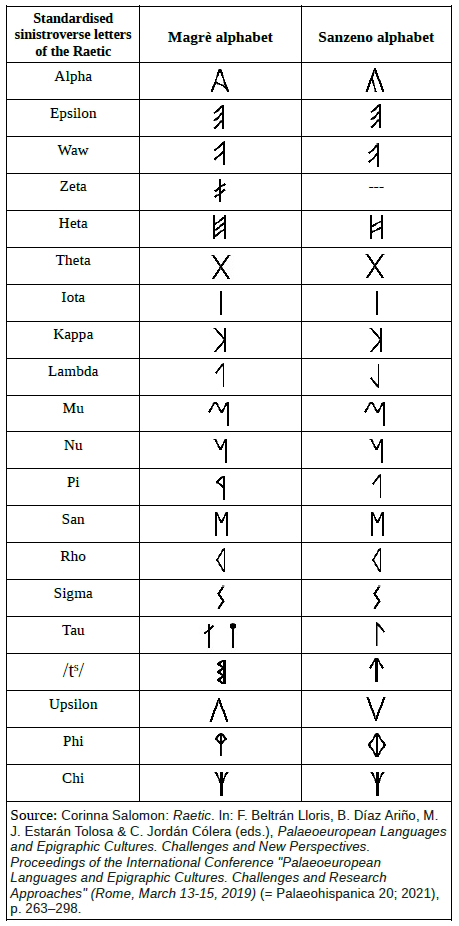
Die rätischen Alphabete

Die rätische Sprache wurde in der Antike im mittleren Alpenraum gesprochen. Das Rätische ist inschriftlich zwischen dem 6. und 1. Jahrhundert v. Chr. vor allem im nordöstlichen Italien (Südtirol, Trentino, Venetien) und im westlichen Österreich (Nordtirol) belegt, vereinzelt aber auch in umliegenden Gebieten. Wegen einer gewissen Unschärfe des Begriffs Räter sind nicht notwendigerweise alle in der Antike als rätisch betrachteten oder bezeichneten Volksstämme als Sprecher der rätischen Sprache anzunehmen.
Das Rätische ist in zahlreichen, allerdings durchwegs sehr kurzen Inschriften bezeugt und wurde in verschiedenen Alphabeten geschrieben, die dem altitalischen Schriftenkreis angehören. Seit den 1990ern brachten umfangreiche Editionsprojekte und Analysen der einzelnen Inschriften einen wesentlichen Erkenntnisschub. Die nicht-indogermanische Sprache ist heute in weiten Teilen unverständlich, ihre Verwandtschaft mit dem Etruskischen gilt inzwischen als gesichert. Sämtliche Inschriften sind im Thesaurus Inscriptionum Raeticarum (TIR) der Universität Wien systematisch erfasst und online zugänglich.

## Genealogische Einordnung
Bezüglich ihrer genealogischen Einordnung entstanden in der Neuzeit mehrere stark divergierende Theorien. Durchgesetzt hat sich inzwischen die These einer engen Verwandtschaft mit dem Etruskischen, was eine weitere Zuordnung in die ansonsten isolierte Gruppe der tyrsenischen Sprachen erlaubt, zu der sonst nur noch das Lemnische gerechnet wird. Der Indogermanist und Etruskologe Helmut Rix führt eine Reihe von Übereinstimmungen des Rätischen mit dem Etruskischen an, vor allem im Bereich der Grammatik. Um die Zeitenwende meinten die römischen Geschichtsschreiber Plinius der Ältere, Pompeius Trogus und Titus Livius, die Räter seien durch das Eindringen von Kelten nach Oberitalien in die Alpen vertriebene Etrusker gewesen, wobei Livius (Ab urbe condita V 33) sogar von einem bei den Rätern – allerdings „unvollkommen“ – bewahrten Klang des Etruskischen spricht. Wie Theodor Mommsen ausführt, sollen beide Sprachen sehr „hart“ und „rau“ geklungen haben, in beiden fehlten die Konsonanten b, d, g und wurden bei der Übernahme etwa von Namen aus der griechischen Mythologie durch p, t, k ersetzt.
Andere Theorien finden deutlich weniger Zustimmung bzw. gelten als obsolet:
- eine Einordnung als keltische Sprache,
- eine Einordnung als isolierte Sprache.

## Rätische Personennamen
Die rätische Namensformel besteht aus einem Individualnamen („Rufname“) und einem darauffolgenden Patronym („Vatersname“), wobei letzteres bei männlichen Personen mit dem Suffix -nu gebildet wird, bei weiblichen hingegen mit dem Suffix -na, z. B.
männliche Namen: Klevie Valθiki-nu, Knuse Susi-nu, Lasθe Φutiχi-nu, Piθamne Hela-nu, Piθie Meti-nu
weibliche Namen: [Φ]rima Piθam-n[a]
männlich und weiblich: Φrima Remi-χ Vispeχa-nu „Phrima (weiblich) und (-χ) Remi (männlich) Vispekhanu“

## Das Rätoromanische
Das im früheren Churrätien der Schweiz gesprochene (Bündner-)Romanische, das Ladinische und das Friulanische werden heute auch als rätoromanische Sprachen zusammengefasst. Dabei handelt es sich aber um romanische Sprachen, die auf das Vulgärlatein der romanisierten Bevölkerung dieser Gebiete zurückgehen und keinerlei Verbindung zum antiken Rätischen aufweisen.